# Two Dancers
Two Dancers — второй студийный альбом британской группы Wild Beasts, выпущенный на лейбле Domino Records в Великобритании 3 августа и в США 8 сентября 2009 года.
Релизу альбома предшествовал выпуск сингла «Hooting & Howling», за которым последовали ещё два — «All the King’s Men» и «We Still Got the Taste Dancin' on Our Tongues».
Диск на одну неделю попал в чарты Великобритании (№ 68) и Франции (№ 193).

## Отзывы
Two Dancers получил положительные отзывы критиков и набрал 83 балла на сайте Metacritic. Также он попал в годовые рейтинги таких изданий, как New Musical Express, Pitchfork Media, Q и других. В 2010 году пластинка получила номинацию на Mercury Music Prize.

## Места в годовых рейтингах
| Публикация       | Список                       | №  |
| ---------------- | ---------------------------- | -- |
| Drowned In Sound | Топ-50 альбомов 2009 года    | 8  |
| The Fly          | Лучшие альбомы 2009 года     | 1  |
| The Guardian     | Топ альбомов 2009 года       | 3  |
| NME              | Альбомы года                 | 4  |
| NME              | Лучшие альбомы десятилетия   | 42 |
| Pitchfork        | Топ-50 альбомов 2009 года    | 22 |
| Q Magazine       | 50 лучших альбомов 2009 года | 41 |
| The Sunday Times | Топ-100 альбомов 2009 года   | 5  |

## Список композиций
1. «The Fun Powder Plot» — 5:35
2. «Hooting & Howling» — 4:35
3. «All the King’s Men» — 3:59
4. «When I’m Sleepy» — 2:09
5. «We Still Got the Taste Dancin' on Our Tongues» — 4:35
6. «Two Dancers (i)» — 4:06
7. «Two Dancers (ii)» — 2:37
8. «This Is Our Lot» — 4:32
9. «Underbelly» — 1:54
10. «Empty Nest» — 3:24
11. «Through the Iron Gate» (iTunes bonus track) — 5:37

## Участники записи
- Хейден Торп — вокал (треки 1, 2, 4, 5, 8, 9, 11), бэк-вокал, гитара, бас-гитара, клавишные
- Том Флеминг — вокал (треки 3, 6, 7, 10), бэк-вокал, бас-гитара, клавишные, гитара
- Бен Литтл — соло-гитара
- Крис Талбот — ударные, бэк-вокал
- Ричард Формби — продюсер, звукоинженер
- Дэвид Пай — звукоинженер
- Lexxx — микширование
- Рассел Фокас — assistance